# Ricos de Amor 2
Ricos de Amor 2 é um filme de comédia romântica brasileiro de 2023, dirigido por Bruno Garotti e escrito por Sylvio Gonçalves, Maíra Oliveira,Jama Wapichana  e Bruno Garotti e estrelado por Danilo Mesquita, Giovanna Lancellotti, Jaffar Bambirra e Lellê. É uma sequência do filme Ricos de Amor de 2020, uma das maiores audiências nacionais da plataforma. O filme foi lançado mundialmente em 2 de junho de 2023 na Netflix.

## Sinopse
No Norte do Brasil, Paula (Giovanna Lancellotti) lida com seu trabalho como médica voluntária e Teto (Danilo Mesquita) ainda vive em conflito com sua educação de menino mimado, mas além de tentar superá-la, o jovem precisa enfrentar os interesses de um poderoso fazendeiro.

## Elenco
- Danilo Mesquita como Teodoro "Teto" Trancoso Neto
- Giovanna Lancellotti como Paula Souto
- Fernanda Paes Leme como Alana Souza Trancoso
- Jaffar Bambirra como Igor Souza Trancoso
- Lellê como Monique
- Ernani Moraes como Teodoro Trancoso
- Aline Dias como Solange Coimbra
- Adanilo Reis como	Tauan
- Kay Sara como Wunin
- Sophia Thomas como Tuire
- Roney Villela como Everaldo Coimbra
- Ermelinda Yapario como Maria da Terra